# Heroida
La Heroida (en griego: Ηρωίς), la fiesta de la heroína, era una fiesta griega antigua, ceremonial y religiosa, celebrada en la antigua Delfos.
Se celebraba después del Septerio; lo que significaría que la fiesta de la Heroida no se celebraba inmediatamente después de la carrera a Tempe, sino en el mismo año, puesto que aún era una fiesta que se celebraba cada ocho años.

## La Heroida en las fuentes antiguas
Plutarco habla poco de esta fiesta, que en parte tenía un significado secreto y en la que participaban las Tíades, circunstancia que las acerca a Dioniso. Además añade que la parte de los ritos celebrados en público podría significar el retorno a la luz de Sémele.

## Interpretación del rito
El hecho de que Plutarco, sacerdote de Delfos, no conociera el verdadero sentido y los ritos de esta fiesta es algo muy extraño. A no ser que fuera un rito de iniciación reservado a las mujeres o incluso sólo a las Tíades.
También el hecho de que esta heroína, sin duda originalmente anónima, se vincule a Sémele, madre de Dioniso, a la que va a buscar al Hades para que suba al Olimpo junto a los dioses, hace pensar que se trataba de una fiesta prehistórica cuyo fundamento se había perdido y que los griegos en época histórica unieron a un mito más familiar.

La salida del mundo subterráneo recuerda los misterios de Eleusis, que evocan a Deméter, diosa de la espelta, en busca de su hija Perséfone raptada por Hades, que volvió al mundo de los vivos durante seis meses al año y reinaba sobre los Infiernos durante otros seis meses, con Hades. Así que el mito eleusino de Deméter y Perséfone y el de la heroína de la Heroida son sin duda de origen cretense.